# Notoplax alisonae
Notoplax alisonae is een keverslakkensoort uit de familie van de Acanthochitonidae. De wetenschappelijke naam van de soort is voor het eerst geldig gepubliceerd in 1976 door Winckworth MS, Kaas.